# Katri Raik
Katri Raik (ur. 26 października 1967 w Tartu) – estońska historyk, wykładowczyni akademicka, polityk i samorządowiec, w latach 2018–2019 minister spraw wewnętrznych, mer Narwy.

## Życiorys
Absolwentka szkoły średniej w Tartu, a także studiów na Uniwersytecie w Tartu, na którym w 2004 doktoryzowała się w zakresie historii. W latach 1991–1999 pracowała w biurze rektora tej uczelni, kierowała też uniwersyteckim działem informacji. W latach 1999–2007 i 2009–2015 zajmowała stanowisko dyrektora Narva Kolledž, jednostki organizacyjnej Uniwersytetu w Tartu. W międzyczasie (2007–2009) pełniła funkcję zastępczyni sekretarza generalnego w resorcie edukacji i badań naukowych. W marcu 2015 została rektorem Estońskiej Akademii Nauk o Bezpieczeństwie.
26 listopada 2018 mianowana ministrem spraw wewnętrznych w rządzie Jüriego Ratasa. Zastąpiła Andresa Anvelta, który podał się do dymisji ze względów zdrowotnych. W 2019 uzyskała mandat posłanki do Zgromadzenia Państwowego XIV kadencji. 29 kwietnia tegoż roku zakończyła pełnienie funkcji rządowej.
W grudniu 2020 wybrana na mera Narwy. Funkcję w samorządzie sprawowała do sierpnia 2021, gdy przegłosowano wobec niej wotum nieufności. Stała przez krótki okres na czele rady miejskiej, po czym ponownie wybrano ją na mera miasta. Była nim do września 2023, gdy odwołała ją rada miejska. Jednym z powodów wotum nieufności była niechęć Katri Raik do działań na rzecz pozostawienia radzieckich nazw ulic w mieście.
W 2023 podjęła pracę na Uniwersytecie w Tartu, została oficjalną przedstawicielką uczelni w prowincji Virumaa Wschodnia. W listopadzie 2024 wróciła do wykonywania obowiązków mera Narwy.